# The Pussycats
The Pussycats var ett rockband från Tromsø i Nordnorge. De betraktas som det första fenomenet i norsk rock. Bandet startade sin karriär i Sverige med svensken Sten Ekroth som manager.

## Biografi
Bandet bildades 1962 och hette först The Typhoones. 1964 reste de till Stockholm för att satsa på en karriär. Samma år bytte de namn till The Arctics. Trond Graf började komponera låtar och Sverre Kjelsberg sjöng dem. Efter några månader fick de kontakt med affärsmannen Sten Ekroth. Han ordnade jobb åt dem och ville också att Ingemar Stjerndahl skulle vara med i gruppen. Därmed bestod gruppen av Trond Graff (sologitarr, orgel), Ottar Aasegg (kompgitarr), Sverre Kjelsberg (sång, bas), Friedel Brandt (trummor) och Ingemar Stjerndahl (orgel). Sten Ekroth ville också att gruppen skulle byta namn till The Pussycats, som var ett mer pirrande och uppseendeväckande namn.
Ekroth lyckades ordna en spelning till The Pussycats på TV 1965. Detta resulterade i att Simon Brehm erbjöd dem kontrakt med skivbolaget Karusell. The Pussycats blev omtalade i pressen, inte minst på grund av den buss som de reste runt med. Det var en tvåvåningsbuss, direktimporterad från London. The Pussycats var uppvärmningsband för The Rolling Stones 1965. Under deras turnéer detta året blev det skriverier i pressen om allt som skedde där de kom med sin buss. De var nu populära och det var dags att spela in en LP. Albumet blev inspelat i London.
Med undantag av 2 låtar var det Trond Graf som komponerade alla låtarna på skivan. Skivan blev inspelad på Pye Studio och fick namnet Pssst! Pssst!. LP:n blev hyllad i pressen och blev en av 1960-talets mest populära skivor i Norge. Strax efter detta slutade Sten Ekroth som manager för gruppen. 1966 kom deras andra LP, Mrrr... Mrrr... Den blev inspelad i Hamburg och var en mix av poplåtar och annat material. Albumet fick bra kritik och sålde bra. Efter detta slutade Ingemar Stjerndahl. Sedan blev det en period med utbyten av medlemmar. De spelade in några singlar (bland andra "Smile At Me" med John-Erik Holtan, orgel) men de sålde dåligt. Medlemmarna gick åt olika håll. Graff och Kjelsberg samlade så ihop några nya medlemmar och gav ut skivan Touch Wood 1973. Denna skiva innehöll nyare och tyngre takter men blev ingen storsäljare. Så samlades originalbesättningen 1981 för att genomföra en turné. Turnén blev en stor succé och samtidigt släpptes en skiva med gamla låtar. 1991 kom nästa skiva, To You. De uppträdde då och då åren därefter, bland annat på Buktafestivalen i Tromsø 2011. I juni 2012 blev det klart att The Pussycats skulle väljas in i "Rockheim Hall of Fame".

## Medlemmar
Senaste medlemmar
- Sverre Kjelsberg – basgitarr, sång (1963–1967, 1969 d. 2016)
- Trond Graff – gitarr, sång (1964–1967, 1969)
- Ottar Aasegg – gitarr (1963–1967, 1969)
- Friedel Brandt – trummor, percussion (1963–1967, 1969)
- Ingemar Stjerndahl – keyboard, sång (1965–1967, 1969)

Tidigare medlemmar
- Bjørn Henriksen – gitarr (1964)
- Janne Løseth – gitarr, sång (1967)
- John-Erik Holtan – orgel (1966–1967)
- Christian Reim – orgel (1967)
- Per Christian Hansen – gitarr (1969)

## Diskografi
Studioalbum
- 1966 – Mrrr...Mrrr
- 1966 – Psst! Psst!
- 1973 – Touch Wood
- 1991 – To You

Singlar
- 1965 – "Gonna Send You Back To Georgia" / "Donna"
- 1965 – "Ebb Tide" / "Cadillac"
- 1966 – "Purdy Patsy" / "Just A Little Teardrop"
- 1966 – "Just A Little Teardrop" / "Ebb Tide"
- 1966 – "Smile At Me" med John-Erik Holtan, orgel
- 1966 – "Just A Little Teardrop" / "Baby Baby"
- 1966 – "Why Have We To Wait" / "Regrets"
- 1966 – "Let Me Stay With You" / "Purdy Patsy"
- 1966 – "Boom Boom" / "Gone Gone Gone"
- 1967 – "The Craftsman" / "Song"
- 1967 – "A Night Of Life" / "Rain"
- 1967 – "Vanja Maria" / "Death is Coming"
- 2018 – "Monster In Crowd" / "Call Me"

Samlingsalbum
- 1981 – The Pussycats Story
- 1981 – Psst! Mrrr...

Annat
- 1972 – Garman (som musiker för Ole Paus)